# 伊莫金·沃尔什
伊莫金·沃尔什（英語：Imogen Walsh，1984年1月17日—），英国女子赛艇运动员。她曾代表英国参加世界赛艇锦标赛，获得二枚金牌和一枚银牌，均来自轻量级项目。